# ТЕС Бангіда
ТЕС Бангіда — закрита теплова електростанція на північному заході Угорщини у місті Татабанья.
Наприкінці XIX ст. в Banhida виявили поклади лігніту, на базі яких ще з 1898 року почала роботу перша електростанція. А в 1930 році запустили ТЕС Banhida II. Вона мала вісім котлів продуктивністю по 40 тонн пари на годину, від яких живилися три основні парові турбіни потужністю по 22 МВт та допоміжна турбіна з показником 2 МВт. Хоча це був доволі сучасний об'єкт, проте його паливна ефективність складала лише 18 %. У 1943 році провели модернізацію котлів та додали четверту турбіну, що довело загальну номінальну потужність ТЕС до 86 МВт (утім, через певні обмеження зі сторони котельного та генераторного обладнання фактична потужність не могла перевищувати 78 МВт).
В 1967 році на майданчику став до ладу енергоблок із паровою турбіною потужністю 100 МВт. При цьому з 1968 по 1973 роки попереднє обладнання поступово вивели з експлуатації.
Починаючи з 1962 року станція також забезпечувала роботу системи централізованого опалення Татабаньї.
Станом на початок 2000-х років потужність ТЕС номінувалась вже як 74,3 МВт, а у 2004 році через застарілість обладнання електростанцію закрили. На цей момент введений у 1960-х роках енергоблок спожив майже 20 млн тонн вугілля та виробив 21 млрд кВт·год електроенергії.
Для охолодження використовували воду із річки Által-ér (права притока Дунаю).